# Kerstin Schmidbauer
Kerstin Schmidbauer (* 1968 in Nürnberg) ist eine deutsche Filmproduzentin.
Kerstin Schmidbauer ist seit Mitte der 1990er Jahre als Film- und Fernsehproduzentin tätig. Von 1999 bis 2006 war sie als Produzentin für TeamWorx und TV60Filmproduktion tätig. Seit 2006 gehört sie zum Produzenten-Team der Constantin Film.

## Filmografie (Auswahl)
- 1997: Was nicht paßt, wird passend gemacht (Kurzfilm)
- 2005: Marias letzte Reise
- 2012: Zwei übern Berg
- 2013: Dampfnudelblues
- 2014: Ich will dich
- 2014: Winterkartoffelknödel
- 2016: Schweinskopf al dente
- 2016: Die Pfeiler der Macht
- 2017: Grießnockerlaffäre
- 2017: Ein Teil von uns
- 2018: Sauerkrautkoma
- 2019: Leberkäsjunkie
- 2019: Der Fall Collini
- 2021: Kaiserschmarrndrama
- 2022: Guglhupfgeschwader
- 2023: Rehragout-Rendezvous
- 2023: Flunkyball
- 2025: Exterritorial

## Auszeichnungen
- 2017: Bayerischer Filmpreis (Produktion)